# Kovács Mihály (piarista)
Kovács Mihály, szerzetesi neve: Szűz Máriáról nevezett Mihály, a piarista rendi névtárakban: „idősebb” (Szeged, 1916. január 2. – Budapest, 2006. március 23.) piarista szerzetes, fizika és matematika szakos gimnáziumi tanár, cserkésztiszt, az informatika-oktatás úttörője.
Már életében elérte azt a megbecsülést, amit pedagógus egyáltalán elérhet: Ő volt a Kovács tanár úr! Ha bárki kiejtette ezt a nevet, a számítástechnikában és a kibernetikában az emberek többsége csak rá gondolhatott, pedig vezetékneve az egyik leggyakoribb név a magyar nyelvben. A tanárok és a diákok még akkor is csak felsőfokon szóltak róla, amikor egy piarista szerzetest nem volt szokás példaképként emlegetni.

## Élete

### Gyermekkora, tanulmányai
Szegeden született 1916. január 2-án, mint szüleinek hetedik, legkisebb gyermeke. Édesapja Kovács Ferenc asztalosmester, édesanya Rovó Rozália női szabó volt. Hároméves korában veszítette el édesapját, aki az 1919-es spanyolnátha járvány következtében távozott az élők sorából. A nehéz anyagi körülmények között került családban a gyerekeknek is dolgozniuk kellett. Ő maga is építkezéseken hordott vizet illetve asztalos bátyjainak segített. Az elemi iskola négy osztályának elvégzése után édesanyja a szegedi Piarista Gimnáziumba íratta be. Itt tanult tovább nyolc éven át, itt ismerkedett meg a piarista élettel és a cserkészettel. Ezek olyan hatással voltak rá, hogy 1934-ben, az érettségit követően – két osztálytársával, Rónai Jenővel és Scultéty Kálmánnal együtt belépett a piarista rendbe.
A noviciátus idejét 1934/1935-ben Vácott töltötte, majd a budapesti Kalazantinumban megkezdte teológiai tanulmányait. Ezzel párhuzamosan, 1936-tól végezte el a oklevelet szerzett a Pázmány Péter Tudományegyetemenet matematika-fizika tanári szakon. Piaristaként 1939-ben tett örök fogadalmat, 1941-ben szentelték pappá, és megszerezte e tanári diplomáját. Egyetemista évei alatt részt vett a kalazantinumi cserkészcsapat életében, és a budapesti piarista cserkészcsapat egyik rajparancsnoka volt. 1938-ban elvégzett egy nyári repülős tanfolyamot és vitorlázó repülői pilóta vizsgát tett. (Haláláig érdeklődő figyelemmel kísérte a repülés fejlődését és az űrrepülést is.)

### A kezdő tanári évek
Tanári pályáját 1941-ben egykori iskolájában, a szegedi piarista gimnáziumban kezdte, ahol egyetemi szakjai mellett az alsó osztályokban természetrajzot és gyorsírást tanított. Iskolai munkája mellett diákjai számára repülőmodellező szakkört szervezett és kivette részét a tiszai vízi cserkészetből is. Diákjaival négy vászonkajakot épített. Télen a cserkészekkel Máramarosba mentek sítúrára. Felkészülés céljából a Tisza gátján tanította síelni a fiúkat. 1942 májusában körülevezték az árvíz által körülzárt Szegedet. Az 1942/43-as tanévben a Magyar Falusi Tehetségmentő Mozgalom keretében létrehozott piarista diákotthon egyik prefektusa (nevelőtanára) volt.
Rendi elöljárói 1943-ban a Budapesti Piarista Gimnáziumba helyezték tanárnak. A tanítás és az osztályfőnöki munka mellett itt is aktívan részt vett a cserkészmozgalomban („aero szakkört” szervezett, felújították a cserkészek gumikajakjait, evezéseket és kirándulásokat vezetett).
1944-ben, miután az iskolákat bezárták, a piarista kispapokkal együtt jelentkezett munkára a Vöröskeresztkeresztnél. 1944 őszén a Vöröskereszt irodáit az ország nyugati részére telepítették, így Kovács Mihály is Szombathelyre került. 1944  februárjában itt értesültek arról, hogy a németek a háború utolsó hónapjaiban sok ezer magyar fiút (leventéket) és lányt vittek ki – magyar felnőtt vezetők nélkül – Németországba, ahol német katonai segédszolgálatba osztották be őket. Ezért Kovács Mihály, Szemenyei László rendtársával együtt úgy döntött, hogy tábori lelkészként (külön-külön) a fiúk után mennek. Bár nem tudott jól németül, eljutott Németország északi részére, a Balti-tenger melletti táborokba vezényelt magyar fiatalokhoz, hogy lelki segítségen nyújtson nekik. 1945 május 5-én velük együtt esett angol hadifogságba, és velük maradt a hadifogolytáborokban is. Lelkésztársai segítségével nemcsak miséztek (ehhez énekeskönyet adott ki), hanem megszervezték számukra az oktatást is. 1946 tavaszán a fiatalok utolsó csoportjával együtt érkezett vissza Magyarországra. Május 6-án szerelt le Kaposvárott, és tért vissza a budapesti rendházba.

### Fizikatanári tevékenysége
1946 őszétől újra tanított a budapesti piarista gimnáziumban. 1948-ban azonban az egyházi iskolákat államosították, így rendtársaival együtt ő is lelkipásztori munkát vállalt. Két éven át zuglói plébánia káplánjaként tevékenykedett.
1950-ben újra engedélyezte az állam két piarista gimnázium működését (Kecskeméten és Budapesten). Így is egyike lett azoknak, akiket a rendi elöljárók beválogattak a két iskolában tanító „keretbe”. Ettől kezdve, egészen 1982-es nyugdíjazásáig, a Budapesti Piarista Gimnáziumban tanított.
Amikor 1950-ben kétévi kényszerű szüneteltetés után újra megkezdtük a tanítást, sokan meg voltunk győződve arról, hogy ha ez a rendszer marad, akkor néhány év után újra, talán végleg is bezárják iskoláinkat, mert mi elveinkből nem engedhettünk, és nem is szándékoztunk engedni. Anélkül, hogy kimondottan bármikor is megegyeztünk volna, elhatároztuk, hogy amíg taníthatunk, addig igyekszünk olyan iskolát teremteni, amelyre később is vágyakozva emlékeznek vissza.
Ezekben az egyébként nehéz 50-es és 60-as években bontakozott ki igazán Kovács Mihály fizikatanári tehetsége. Tanári magyarázatai közérthetőek és szemléletesek, a fizikáért nem rajongók számára is sokáig emlékezetesek voltak. Sokat kísérletezett, a méréseknél is arra törekedett, hogy a gondolatmenet és a megvalósítás mindenki számára érthető legyen.
Az ő munkája nyomán lett országszerte híres és elismert fizikaszertára a budapesti Piarista Gimnáziumnak. Az első komolyabb fejlesztés 1953-ban történt, amikor 7000 Ft-ért oszcilloszkópot vett. Ez akkoriban nagy összegnek számított – hiszen egy tanári fizetés csak 1500 Ft volt – és ráadásul túl is lépte az iskola teljes éves fejlesztési keretét. Az 1980-as évek elejéig a nemzetközi katolikus segélyszervezet, a Caritas Internationalis is támogatta a katolikus iskolák szertári megrendeléseit. Így kaphatott a fizika-szertár többek között Geiger-Müller számlálót, Wulf-féle elektroszkópot, folytonos ködkamrát stb. Ebben az időben a Caritas támogatásának köszönhetően az egyházi iskolák szertárai rendelkeztek az országban a legmodernebb taneszközökkel. De Kovács tanár úr és diákjai maguk is terveztek és készítettek kísérleti eszközöket, többek között olyanokat, amelyeket később a Tanszergyártó a forgalmazott termékei közé is felvett: például rádiópad, elektronelhajlást bemutató készülék stb. Rendszeres kiállítója volt az Eötvös Loránd Fizikai Társulat Középiskolai Fizikatanári Ankétjainak. Az eszközkiállításokon bemutatott eszközeiért majdnem minden évben díjat és jutalmat kapott.
Az ötvenes években először a gimnázium Atomfizika szakköre vált ismertté, de az évtized végére a kibernetika (informatika) felé fordult Kovács tanár úr figyelme.
Az 1958/1959-es tanévben indította el a Kibernetikai Szakkört, húsz negyedikes tanulóval. Később már fiatalabbak is bekapcsolódhattak a munkába. A szakkörök az 1950-es évektől kezdve a gimnáziumi önképzőkörök szerves folytatásai voltak, így a Kibernetikai Szakkör is ebben a formában működött. Az egyes témákat – Kovács tanár úr javaslatára és segítségével – egy-egy diák dolgozta fel, és adta elő a többieknek. A tematika változatos volt, például: automatizálási problémák, számláló berendezések, analóg számítógépek, mechanikus számítógépek, logikai kapuk, a digitális számítógépek működése, programozás, gépi nyelvek, de még a játékelmélet alapjai is szóba kerültek.(Woynarovich Ferenc visszaemlékezéséből)
A kibernetikai szakkör keretében az évek során – a Fizikumban, a diákok kitartó, szombatonként sokszor az éjszakába nyúló munkájával számos érdekes eszköz készült a jelfogók (relé) és az elektroncsövek segítségével. Megépítették például az autóbusz leszállásjelzőjének és az akkori háromkocsis villamos jelzőberendezésének működő modelljét. 1959-ben az akkor még diák Perjés Zoltán javaslatára kezdtek el logikai játékgépeket építeni, amelyek országos, sőt nemzetközi hírnevet szereztek a budapesti piarista gimnáziumban folyó fizikaoktatásnak. A legfontosabbak az alábbiak voltak:
- 1960 LOGI kártyázógép (zsírozni tudott)
- 1961 Csodamalom (3×3-as mezőn malmozott)
- 1962 Halom (három halomból lehetett elvenni, az nyert aki az utolsót vette el)
- 1963 Műegér (labirintusban megkereste a sajtot, másodjára ütközés nélkül talált el a sajthoz)
- 1964 8-as Kombinett (11 számot rakott sorrendbe, átrendezéssel)
- 1965 Hídverés (két part között vert hidat a gép és egy játékos előre adott pillérekre)
- 1965 Didaktomat (a tanulók tudásának gyors és tárgyilagos ellenőrzésére szolgált, népszerű nevén a feleltető gép)
- 1966 Mikromat (kibernetikai építőkészlet, jelfogós számítógépmodell) – a kanadai Minivac-601 játékkészletet alkották újra, továbbfejlesztve tanítványával, Woynarovich Ferenccel, eredetileg Tücsök néven.

A gépekről és a szakkörről a korabeli sajtó is beszámolt (természetesen csak „Mikszáth Kálmán téri gimnázium”) néven. Némelyiket bemutathatták Öveges József tévéműsorában is. A szabadalmaztatott Didaktomatból a Tanszergyár 150-200 darabot gyártott, a Mikromatból a Budai Járási Háziipari Szövetkezet 3000 darabot adott el. A témáról több cikke jelent meg a Középiskolai Matematikai és Fizikai Lapokban, az Élet és Tudományban, a Fizika Tanításában és a Rádiótechnikában, illetve működésükről részletesen írt könyveiben: Gyakorlati út a kibernetikához (1967) és Kibernetikai játékok és modellek (1968).
A hetvenes években programozói tanfolyamokat is szervezett. 1974-ben sikerült vásárolnia a gimnázium számára egy akkor újdonságnak számító HP-9810 asztali kalkulátort. Ettől kezdve a számítógépes oktatás kötötte le sok idejét. A Fizikus Klub gépparkját 1979-ben egy amerikai TRS-80 mikroszámítógép beszerzésével alapozta meg, majd 1981-ben beszerezte az első teljes értékű mikroszámítógépet (ZX-81). Az 1983-as években elindult magyar középiskolai számítástechnikai fejlesztés részben az ő kísérleti eredményeire épült. A Fizikai Szemle 1983. és 1984. évi számaiban hét cikkben mutatta be, hogyan lehet az iskolai számítógépre a különféle fizikai kísérleteket, kísérleti eszközöket „rákapcsolni". 1984-ben már olyan szintet ért el a piarista gimnáziumban a számítástechnika oktatása, hogy elmondhatták, a gimnázium minden érettségizett diákja tanult számítástechnikát (ez főként BASIC nyelvű programozást és a Commodore 64 gépi kódját jelentette).
Tanári munkájáért Kovács Mihályt már 1963-ban felterjesztették a Fizikai Társulat legjelentősebb középiskolai tanári szakmai kitüntetésére, a Mikola-díjra. Ezt meg is szavaztak neki, de a minisztérium nem engedte, hogy a díjat egy paptanár kapja. A díjat odaítélők voltak olyan bátrak, hogy abban az évben inkább nem adták ki senkinek. Csak 19 évvel később, 1983-ban kapta meg ezt az elismerést.

### Túrázás és vitorlásépítés
A cserkészet egész életét meghatározó nevelési eszköz volt. A Rákosi rendszer ugyan 1948-ban betiltotta a mozgalmat, de a katolikus gimnáziumokban sok minden tovább élt a cserkészet szelleméből, módszereiből, elsősorban gyalogos, kerékpáros és vízi túrázás. Utóbbihoz már az 1940-es években maguknak kellett megépíteniük a hajókat. Ehhez Kovács Mihály jól kamatoztatta otthonról hozott gyakorlati érzékét és asztalosipari ismereteit.
A hagyományos balatoni túrázás, amelyet a cserkészek, majd a piarista diákok evezős hajóval végeztek, miközben a parton sátoroztak, az 1950-es évektől egyre nagyobb nehézséget jelentett a partok beépülése miatt. Ezért Kovács Mihály figyelme a vitorlázás felé fordult. 1957-ben öregdiákok egy vitorlázó csoportjához csatlakozott, és jártassági vizsgát tett. Akár egyetlen hajó beszerzése azonban elérhetetlennek tűnt. Ezért 1958/1959-ben maga látott neki, és a fizika terem végében diákjaival együtt megépítették első, fából készült vitorlás hajójukat, a kalóz típusú Vándordiákot. Ezt a következő években továbbiak követték: Jóbarát (kalóz, 1960), Fiastyúkot („beluga” típusú, 1963). Az utóbbi építése során több újság beszámolt arról, hogy milyen ötletesek a "Mikszáth Kálmán téri gimnázium” diákjai. A fizika teremből a Múzeum körútra történő kiemelése során, 1963. június 10-én még az MTI is készített fényképeket. Ezekkel a hajókkal kezdték meg a két piarista gimnázium diákjai körében legendássá vált nyári vitorlástúrákat.

### Utolsó évei
1982-ben súlyos szembetegsége miatt kellett nyugdíjba vonulnia. Szemműtéte után még egy ideig még segítette a számítógépes szakkörök munkáját. Ebben az időben írta meg neves rendtársának, Öveges tanár úrnak az életrajzát. (Öveges Józsefhez korábban sok évtizedes szakmai és emberi barátság kötötte, televíziós ismeretterjesztő munkáját éveken keresztül a háttérből segítette.) Hagyatékát is ő gondozta.
2006-ban hunyt el a budapesti rendházban. A rákoskeresztúri köztemető szerzetesi parcellájában helyezték örök nyugalomra.

## A kortársak szemében
Egyik tanártársa írta róla: 
Piarista volt, a tanítás töltötte be egész életét. Nagysága abban állt, hogy mindig megérezte a kor szellemét. ... Nem igyekezett mindent maga kitalálni, sőt annak örült, ha diákjai oldották meg a problémát. Nemcsak a különleges elit, a kiugró tehetségek képzését szorgalmazta (ilyen tanítványa is volt több), sokkal értékesebbnek tartotta a közepes tehetséggel párosuló szorgalmas munkát.

Mindig megszólítható volt. Bármilyen kísérletet megmutatott fiatal kollégáinak, és igyekezett úgy segíteni, hogy kedve legyen a fiatal kollégának másnap bemutatni a kísérletet. Segítette a fiatalokat, hogy minél jobban tudják tanítani a fizikát.
Egy volt diákja visszaemlékezéséből:
Kovács Mihály sokrétű embernevelő és fizika tanári munkája sokunk számára példa értékű. Pedagógiai tevékenysége azért volt hatékony és eredményes, mert szakmai tudása mindig naprakész volt, tanítványaitól sokat követelt és példát mutatott. Könyveiben a diákok név szerint, társszerzőként szerepelnek, ismerte, tisztelte és szerette őket. Hiteles élete, szakmaszeretete, konstruktivitása és érdeklődése tanítványait is magával ragadta. …
A hajóépítés közben rengeteget tanultunk, megismertük a főbb hajótípusokat, a vitorlás részeit, a vitorlázatot, az álló és mozgókötélzetet, a vitorlások szak, és tolvajnyelvét. Miska bácsitól tanultuk meg a vitorlázás fizikáját és a vitorláson és a vitorlással szemléltetett és magyarázott meg számos fizikai fogalmat. Természetesen vitorlázni is ő tanított, és nemcsak fogásokat, hanem a kapitány felelősségét is időben megértette velünk.…”

## Kitüntetései
- Mikola Sándor-díj (1983)
- A Neumann János Számítógép-tudományi Társaság Tarján-díja (1987)
- A Magyar Köztársaság Aranykoszorúval Díszített Csillag Érdemrendje (1991)
- Honvédelemért kitüntető cím II. osztálya (2003) a leventékért végzett tábori-lelkészi munkájáért
- Rátz Tanár Úr-életműdíj (2003)

## Művei

### Könyvek
- Daloljatok az Úrnak!: Imák és énekek r.k. leventék és katonák számára [a Rajna-vidéki és vesztfáliai angol fogolytáborokban levő magyar leventék és katonák számára.]. Lintorf bei Düsseldorf: (kiadó nélkül). 1945.
- Gyakorlati bevezetés a kibernetikába: Útmutató középiskolai szakkörök számára. Budapest: Felsőoktatási Jegyzetellátó. 1960.   44. o. = Központi Pedagógus Továbbképző Intézet,
- Gyakorlati út a kibernetikához: Vezérkönyv a "Mikromat" építőkészlethez. Budapest: (kiadó nélkül). 1967.   147. o.
- Kibernetikai játékok és modellek. Budapest: Táncsics Kiadó. 1968.   210. o. = Modellezők könyvtára,
- Kísérletek a szétszedhető iskolai transzformátorral és a katódsugároszcilloszkóppal. Budapest: Felsőoktatási Jegyzetellátó. 1959.   64. o. = Központi Pedagógus Továbbképző Intézet,
- Negyvenezer magyar levente kálváriája a második világháború végén: Napló 1945. február 16-ától 1946. május 14-ig. Budapest: Országos Pedagógiai Könyvtár és Múzeum. 1999.   106. o.
- Néhány kibernetikai játékgép: Bevezetés az automaták tervezésébe. Budapest: Tankönyvkiadó. 1969.   183. o.
- Öveges József. 1. Budapest: OPKM.  127. o. = Tudós tanárok, tanár tudósok,
- Rechenautomaten und logische Spiele. Frankfurt/M: Fachbuchverlag; Leipzig: Akadémiai Kiadó. 1971.   211. o.
- Számítógép a fizikatanításban. Budapest: Országos Pedagógiai Intézet. 1985.   180. o.

### Tanulmányok
- ↑ Kovács M. 1993: Piarista diákok a Balatonon.  Budapesti Piarista Gimnázium Évkönyve,   (1993)   15–40. o.
- Piarista diákok a Balatonon. In  Hitre, tudásra: A piaristák és a magyar művelődés. Szerk. Koltai András. Budapest: Piarista Rend Magyar Tartománya–Budapesti Történeti Múzeum. 2019.   II 395–412. o. Rövidített, kiegészített változat
- Atomfizika, számítástechnika a Piarista Gimnáziumban (1950–92).  Fizikai Szemle,  1. sz. (1994)   35–41. o.
- ↑ Kovács M. 1994: Diákmunka – diákélelemény.  Budapesti Piarista Gimnázium Évkönyve,   (1994)   13–52. o.

## Róla szóló irodalom
- Képes Gábor: Kovács Mihály és a kibernetika oktatás kezdetei a budapesti Piarista Gimnáziumban. In  szerk. Vámos Endréné Vigyázó Lilly: Tanulmányok a természettudományok, a technika és az orvoslás történetéből. Budapest: Országos Műszaki Múzeum; (hely nélkül): Márton Áron Kiadó. 2005.   49–53. o.
- Görbe László:  Kovács Mihály (1916–2006).  Fizikai Szemle,  6. sz. (2006)   200. o.
- Görbe László:  Kovács Mihály (1916–2006). mkdsz.hu (2006)]
- Bogdán Lajos:  In memoriam Kovács Mihály SP.  Piár Futár,  márc. sz. (2006)   7. o. arch Hozzáférés: 2012. május 2.
- Nádasi András:  In Memoriam Kovács Mihály. www.tanszertar.hu (20130928040909)
- Bodnár Ádám:  Elhunyt Kovács Mihály, az első magyar középiskolai számítástechnika-tanár.  NJSZT Mi újság,  május. sz. (2006)   11. o. arch Hozzáférés: 2019. június 16.
- ↑ Görbe 2007: Görbe László: Kovács Mihály piarista tanár. Budapest: Országos Pedagógiai Könyvtár és Múzeum. 2007.  = Mesterek és tanítványok,  ISBN 9789639712065
- Képes Gábor:  Mikromat. www.machines.hu (Hozzáférés: 2012. május 2.) arch–
- Képes Gábor:  Egy út a modern informatikához. Kovács Mihály és tanítványai.  Hipergalaktika,  3. sz. (2009)   112–117. o.
- A magyar számítástechnika nagyjai [kiállítás]. www.holdcomputers.com (Hozzáférés: 2024. április 2.) arch–
- Szende Ákos: A munkára nevelés Kovács Mihály (1916–2006) pedagógiájában. In  Szende Ákos: Piarista eszmék és sorsok a 20. századból. Budapest: Piarista Rend Magyar Tartománya; (hely nélkül): Márton Áron Kiadó. 2013.   49–53. o.
- Kovács Mihály. Neumann János Számítógép-tudományi Társaság Informatikatörténeti Fórum (2016. január 23.)
- Képes Gábor:  Feleltetőgép, Műegér és Tücsök: Kovács Mihály 100 éve. MaNDA (2016. január 9.)
- Görbe László: A természettudományos oktatás a budapesti piarista gimnáziumban. In  Hitre, tudásra: A piaristák és a magyar művelődés. Szerk. Koltai András. Budapest: Piarista Rend Magyar Tartománya–Budapesti Történeti Múzeum. 2017.   I 193–202. o.
- Kovács Mihály főhadnagy, tábori lelkész. www.ktp.hu [halott link]